# Маттео Рестіво
Маттео Рестіво (італ. Matteo Restivo, 4 листопада 1994) — італійський плавець.
Призер Чемпіонату Європи з водних видів спорту 2018 року.